# مسجد برهاني (سنغافورة)
مسجد برهاني (بالإنجليزية: Burhani Mosque، بالملايوية: Masjid Burhani): هو المكان الرئيسي لعبادة مجتمع البهرة الداودية المحلي، وهو المسجد الشيعي الوحيد في سنغافورة.

## خلفية

### جماعة البهرة الداودية
كان لفرع البهرة الداودية من الشيعة الإسماعيلية حضور كبير في سنغافورة، على الأغلب من خلال المهاجرين، في أواخر القرن التاسع عشر. مع ذلك، فقد تم تسجيل المذهب الشيعي بشكل عام في سنغافورة في 1864؛ على أنه مذهب يعتنقه بعض الملايو الذين احتفلوا بشهر المحرم.

## التاريخ
تم إنشاء المسجد الأصلي في 1829 من قبل المهاجرين البهرة الداودية. تم بناء المسجد على أرض مملوكة لعائلة الصباحي موتابهاي، والذي قاموا بتجديده في 1895. كان مجتمع البهرة الداودية ينمو ببطء في سنغافورة، لذلك في 1990، تم وضع الخطط لبناء مسجد جديد للمجتمع. وقد حضر الداعي المطلق الحادي والخمسون من طائفة البهرة الداودية، طاهر سيف الدين، إلى المسجد للموافقة على بناء المسجد الجديد أثناء زيارته إلى سنغافورة. كما وافق الداعي الثاني والخمسون محمد برهان الدين على المشروع خلال زيارته الخاصة. أعيد افتتاح المسجد في 2000.
من التسعينيات وحتى عام 2000، تحول المسجد من مبنى ذو طابق واحد إلى مبنى أكبر مكون من ثلاثة طوابق ومجهز بمرافق حديثة متنوعة. حاليا يقع المسجد تحت حماية مجلس أوغاما الإسلام في سنغافورة.